# Xenopsylla gratiosa
Xenopsylla gratiosa är en loppart som beskrevs av Jordan et Rothschild 1923. Xenopsylla gratiosa ingår i släktet Xenopsylla och familjen husloppor. Inga underarter finns listade i Catalogue of Life.